# Antichiroides jolyi
Antichiroides jolyi är en skalbaggsart som beskrevs av Soula 2006. Antichiroides jolyi ingår i släktet Antichiroides och familjen Rutelidae. Inga underarter finns listade i Catalogue of Life.